# Mimosybra uniformis
Mimosybra uniformis là một loài bọ cánh cứng trong họ Cerambycidae.